# Scenopinus dilkara
Scenopinus dilkara är en tvåvingeart som beskrevs av Kelsey 1987. Scenopinus dilkara ingår i släktet Scenopinus och familjen fönsterflugor. Inga underarter finns listade i Catalogue of Life.